# Inishowen

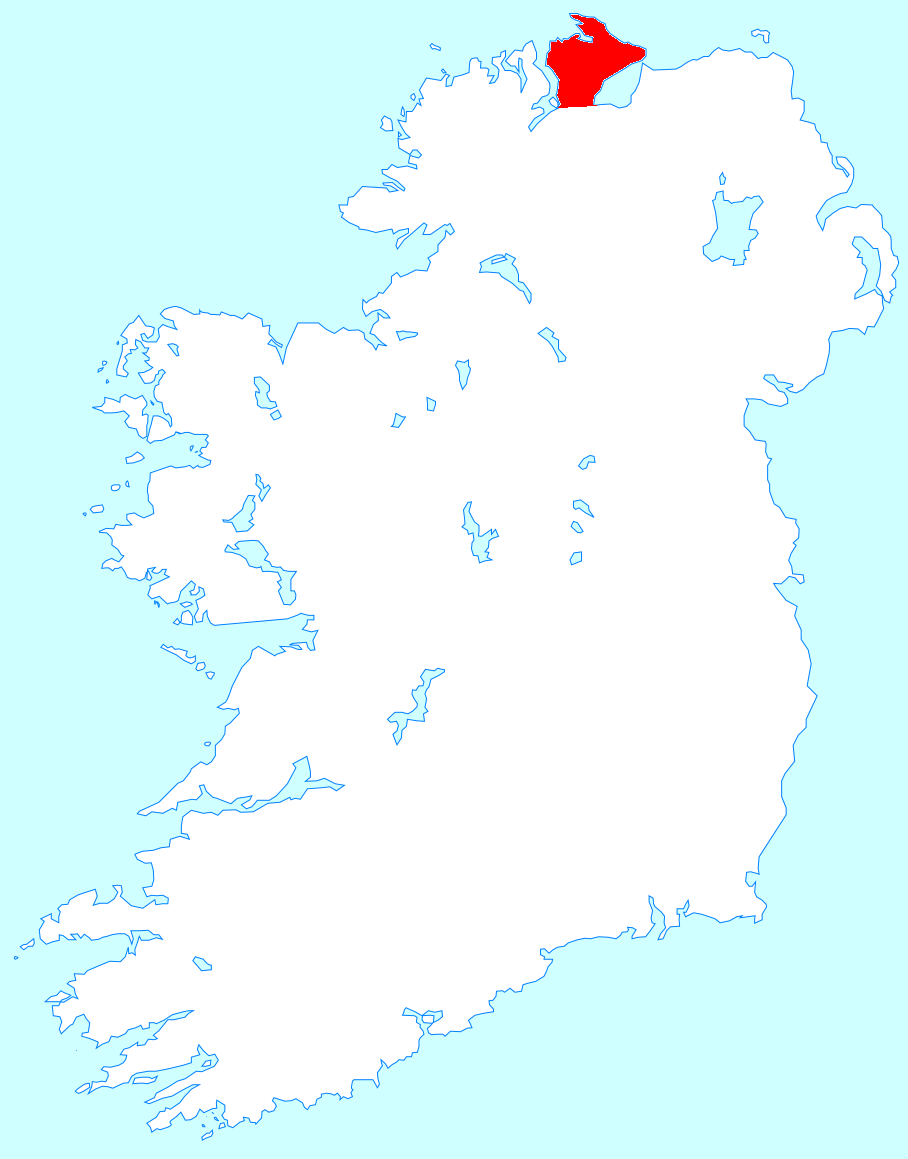
Posizione della penisola nell'isola d'Irlanda

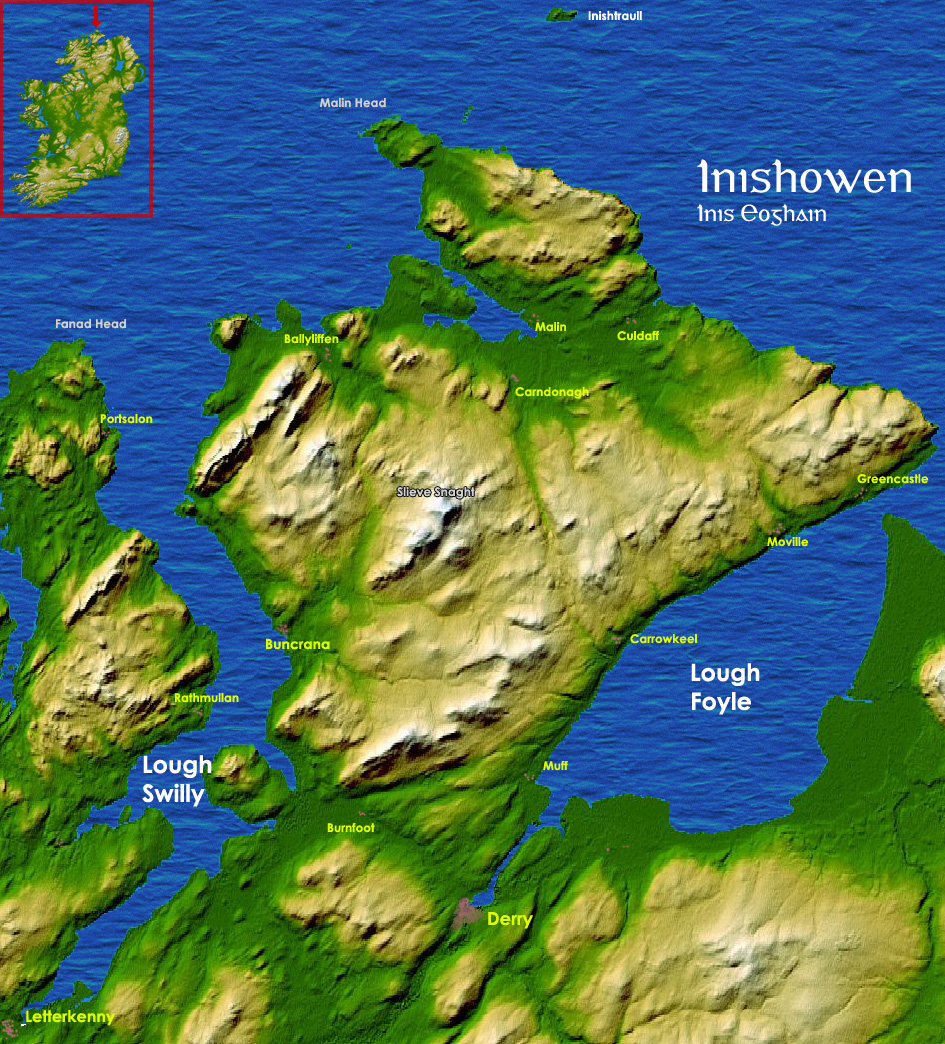
Mappa di Inishowen

Inishowen (in gaelico irlandese Inis Eoghain, trad. "l'isola di Eoghan") è la penisola più vasta d'Irlanda. Situata nella provincia settentrionale dell'Ulster, fa parte quasi interamente della contea di Donegal, nella Repubblica d'Irlanda, mentre una piccola porzione di terra appartiene alla contea di Londonderry, nell'Irlanda del Nord: la città di Derry, infatti, è situata sulla zona sud-orientale di Inishowen, lasciando soltanto un piccolo lembo di terra di passaggio alla Repubblica d'Irlanda per il resto della penisola.
È delimitata lateralmente nella parte meridionale dal Lough Swilly ad ovest e dal Lough Foyle ad est, mentre la parte settentrionale si affaccia sull'Oceano aperto.
Individuata come regione da molti più secoli rispetto alla contea di cui fa parte, anche se solo a tratti nel corso della storia in maniera ufficiale, Inishowen si distingue dal resto del Donegal, chiamato Tyrconnell, per cultura, storia ed aspetti geografici, al punto che non di rado viene definita come a place apart (un posto a parte).

## Geografia

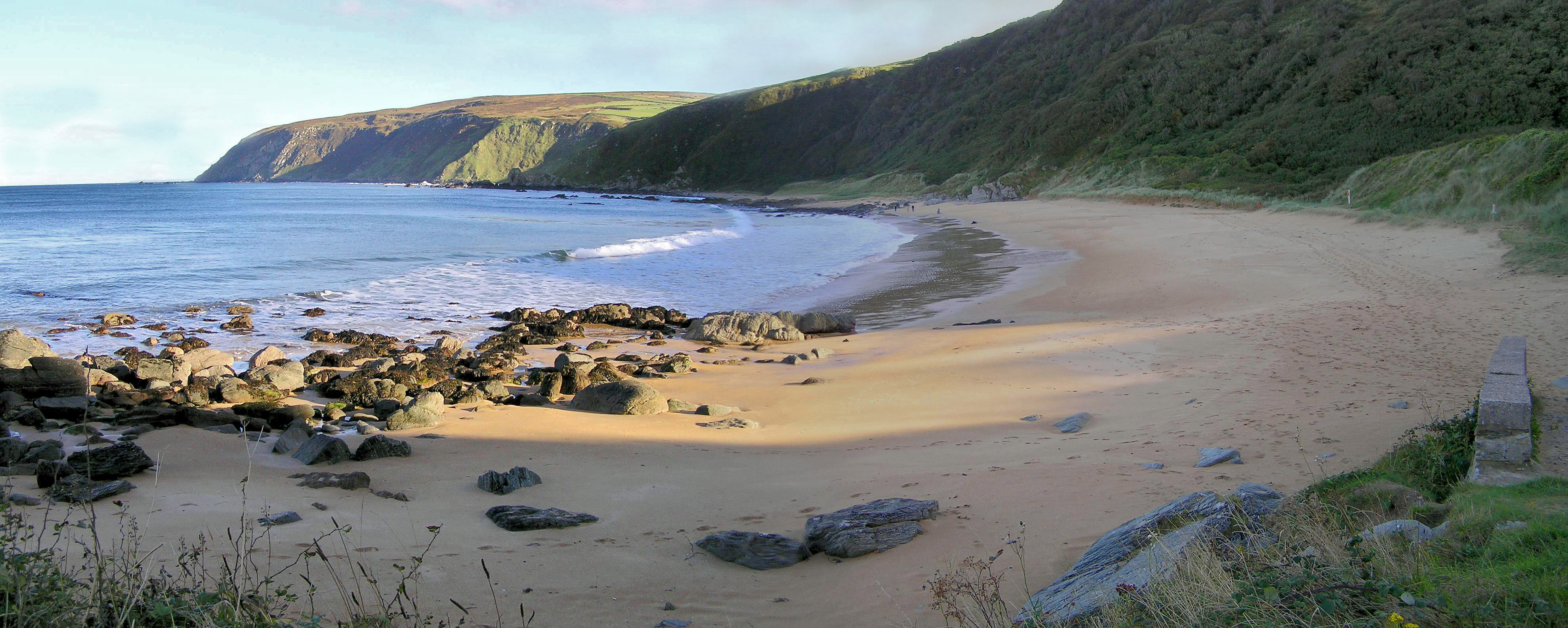
Una delle meravigliose spiagge dorate di Inishowen

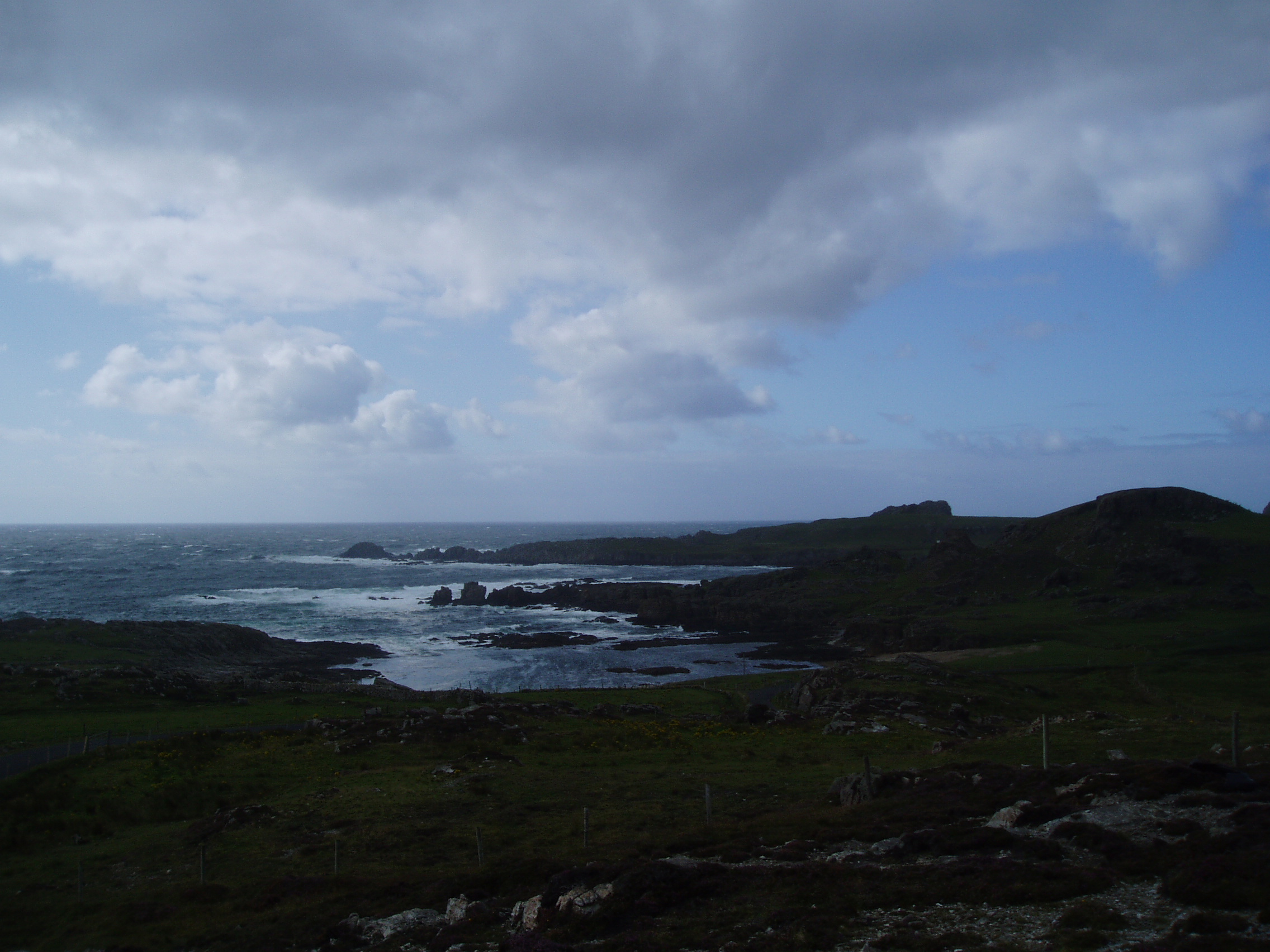
Capo Malin
Il punto più a nord di Inishowen e dell'Irlanda

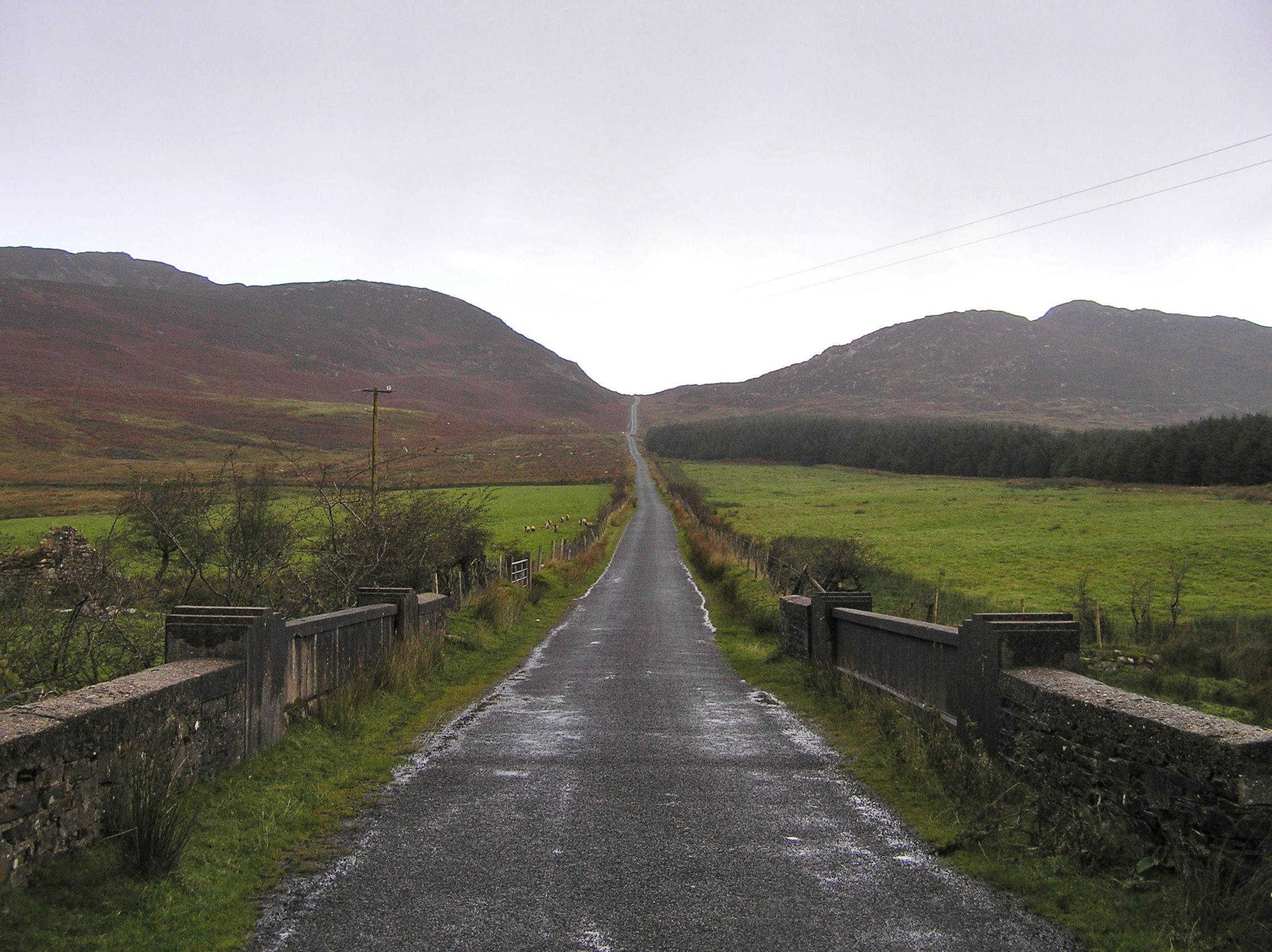
Mamore Gap

Se il resto del Donegal è caratterizzato da terreno aspro, zone selvagge e desolate, scogliere impressionanti e piccole spiagge incastonate tra alture incredibili, Inishowen si differenzia nettamente, essendo quasi totalmente pianeggiante, rigogliosa sulle zone costiere e caratterizzata da spiagge dorate di dimensioni molto estese.
Vasta 884,33 km² (218.523 acri), è la terra più settentrionale d'Irlanda, al punto che raggiunge il punto più a nord di tutta l'isola in Capo Malin, che paradossalmente fa parte della Repubblica d'Irlanda e non dell'Irlanda del Nord.
Quasi tutti gli abitanti vivono nelle zone rurali della costa, molto suggestive e prospere ad altre attività, o nei villaggi, mentre la parte centrale è molto desolata, dato che è formata da piccoli rilievi rotondi ma sassosi, aridi e spesso ricoperti di paludi e torbiere.
Tra le alture, è quella che si erge di più è Slieve Snaght (619 m), poco più di un'aspra collina, mentre è montuosa la zona di Malin e quella degli Urris, nella zona occidentale. Su questi ultimi si inerpica il caratteristico e ben conosciuto Mamore Gap.
Inishowen ha varie insenature, molte delle quali usate come porti per la pesca, come Greencastle, Bunagee e Leenan. Un servizio di traghetti stagionale attraversa il Lough Foyle connettendo Greencastle con Magilligan nella contea di Londonderry, mentre un altro attraversa analogamente lo Swilly, connettendo Buncrana con Rathmullan. Il villaggio di Fahan, invece, ha costruito privatamente la propria Marina.
La piccola isoletta di Inishtrahull, territorio e faro più settentrionale della Repubblica d'Irlanda, è poco lontana dalle coste di Inishowen. Altra isola interessante e altrettanto disabitata è Glashedy, che era abitata fino all'inizio del XX secolo. Inch Island, situata nel Lough Swilly non è più propriamente un'isola, dato che dispone di un sentiero che la connette a Tooban, a sud di Fahan.
Il centro principale di Inishowen è senz'altro Buncrana, villaggio dalla forte tradizione culturale situato sulla costa sud-occidentale, mentre nella zona orientale spicca Moville.
Una vasta zona di terra, molta della quale fa oggi parte della Grianán Farm, una delle più grandi aziende agricole d'Irlanda, fu ricavata da una zona del Lough Swilly: è facilmente individuabile dato che sorge fra una zona molto più arida e montagnosa.
Date le sue caratteristiche geografiche, Inishowen ha un clima abbastanza favorevole: molto fresca d'estate grazie alla forte presenza del vento dell'Atlantico, d'inverno rimane invece molto mite e molto più calda di altre zone d'Irlanda, nonostante la sua latitudine. Le piogge sono ovviamente frequenti come in tutta la nazione, mentre le nevicate, nonostante il nome Slieve Snaght significhi Monte innevato, piuttosto rare.

## Storia

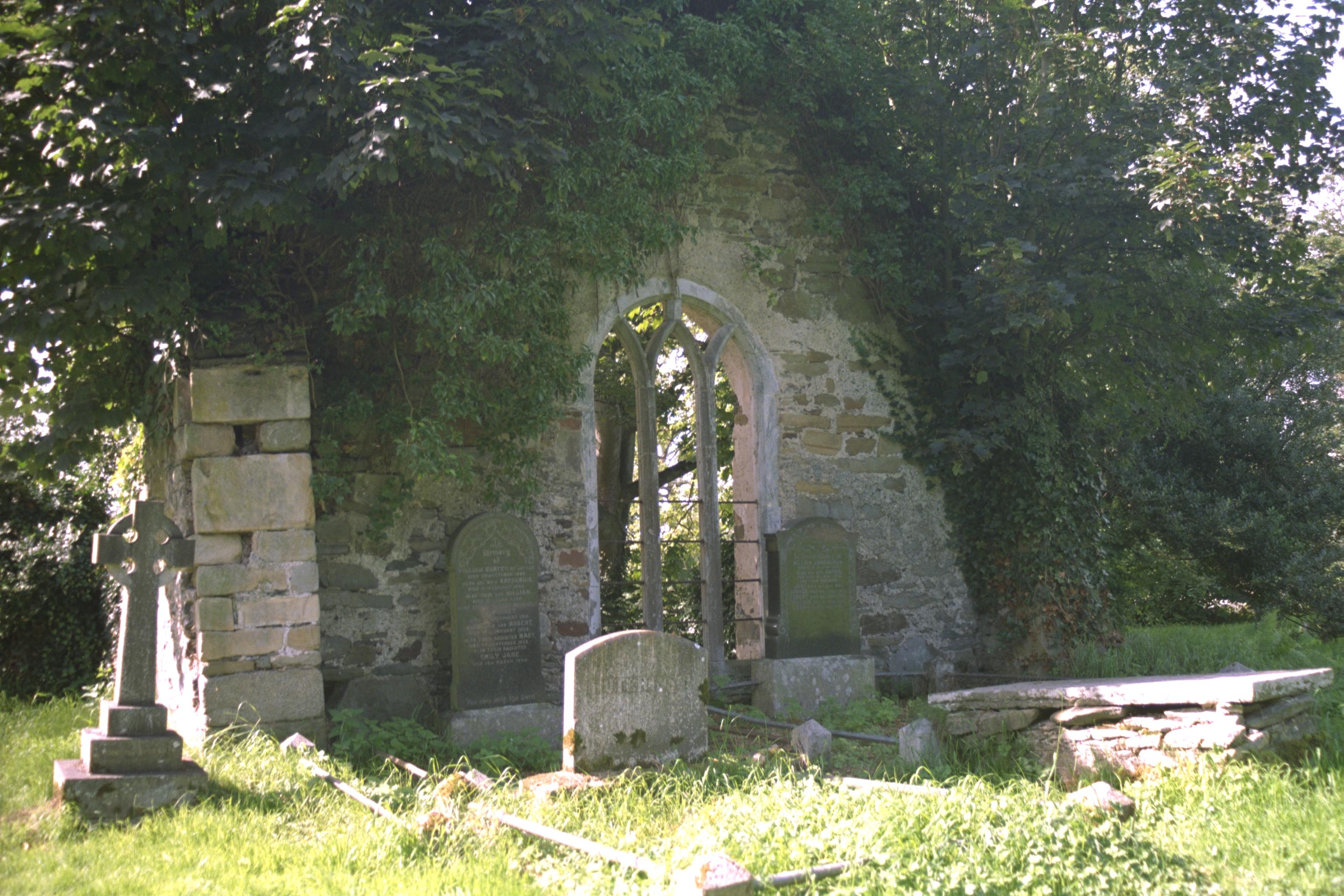
Antica chiesa di Fahan

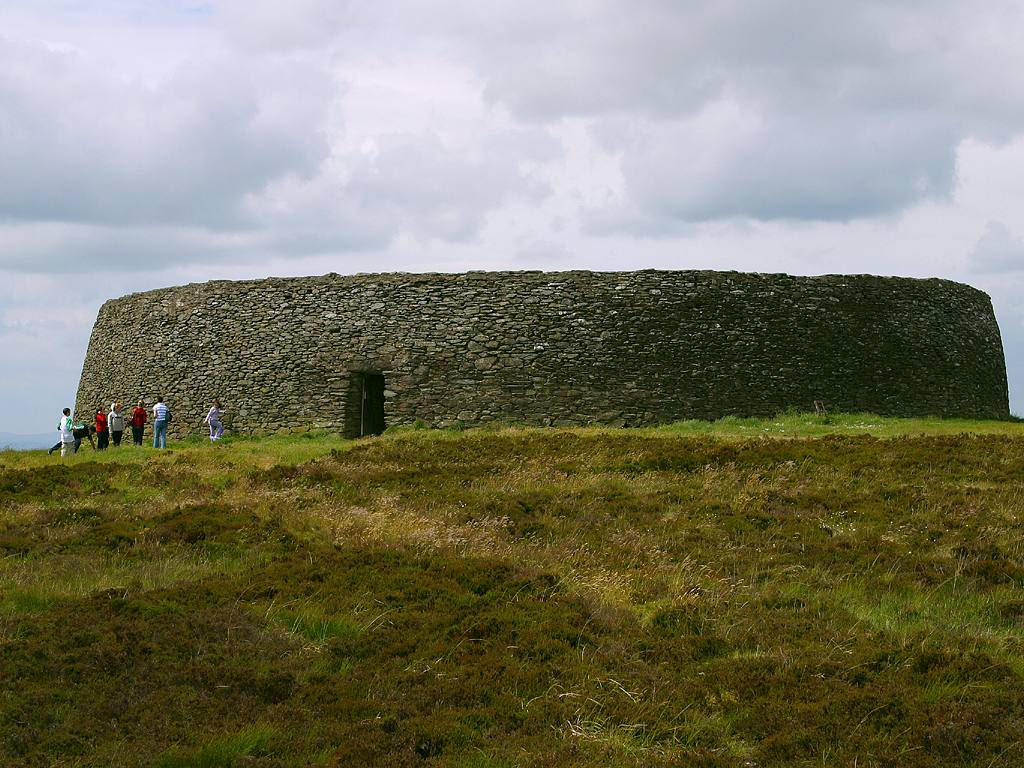
Grianan di Aileach

Ben prima della creazione del Donegal, l'area veniva chiamata Inis Eoghain (l'isola di Eoghan) da Eoghan, figlio di Niall dei Nove Ostaggi (Niall Naoigeallach, un Re Supremo d'Irlanda), il nome del quale ritorna anche nella parola Tyrone (gaelico: Tír Eoghain). Inis Eoghain è anche l'antico territorio del clan dei Mac Lochlainn (discendente dalla tribù di Eoghan), che divenne talmente potente da indurre un sovrano del Munster da Limerick ad assediare il forte di Aileach, distruggerlo e spargere le pietre di cui era composto affinché non venisse mai più ricostruito. Successivamente, dopo il declino dei Mac Lochlainn, la signoria di Inis Eoghain venne usurpata dal clan degli Ó Dochartaigh, prevenienti dalla valle di Laggan nel Tír Conaill dalla quale furono scacciati.
Inishowen ha molti siti archeologici di notevole spessore, databili dai primi insediamenti umani fino a castelli di natura medievale, oltre al monumento di spicco, il forte conosciuto come Grianan di Aileach.
Tra i molti castelli, i principali sono quello di Carrickabraghey sull'isola di Doagh, il forte normanno molto suggestivo di Greencastle, l'Inch Castle, il castello di Buncrana e l'Elagh Castle.
A Fahan ci sono i resti di un importante edificio ecclesiastico molto antico, del quale restano iscrizioni e una piccola chiesa.
Il Grianan di Aileach, vicino Burt, era una volta la sede del Re Supremo d'Irlanda, che ha visto componenti due membri del clan di Mac Lochlainn, che possedeva sotto il suo dominio per secoli il territorio di Inis Eoghain. L'edificio antico fu restaurato e ricostruito nel XIX secolo, sebbene abbia sofferto in anni recenti di crolli alla struttura. Ha una pianta di 23 metri circa di diametro e mura spesse più di 4 metri.

## Centri abitati principali

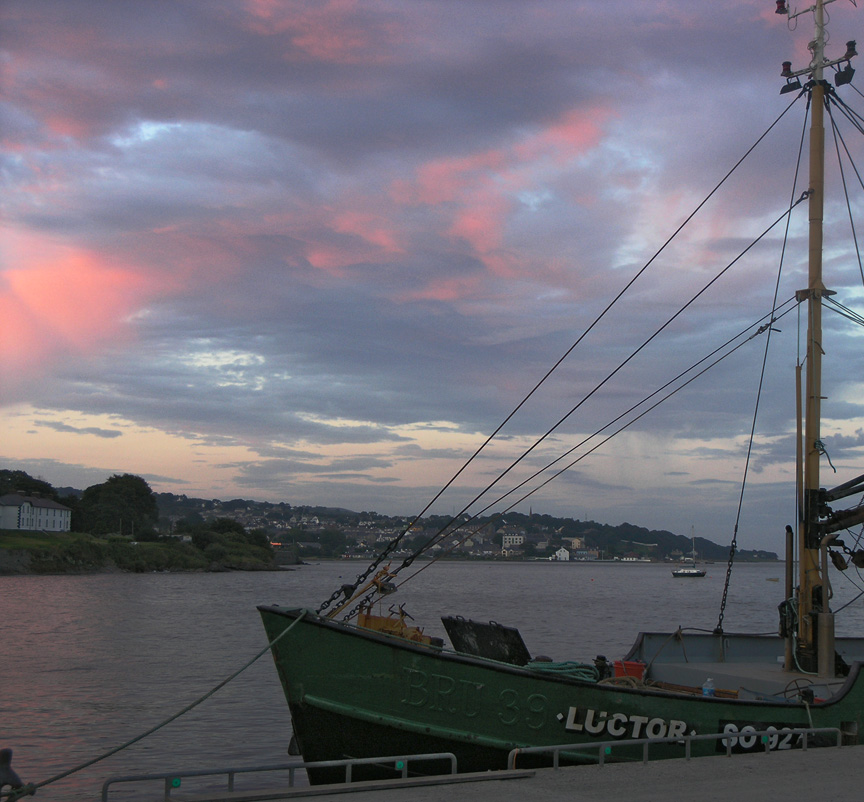
Moville

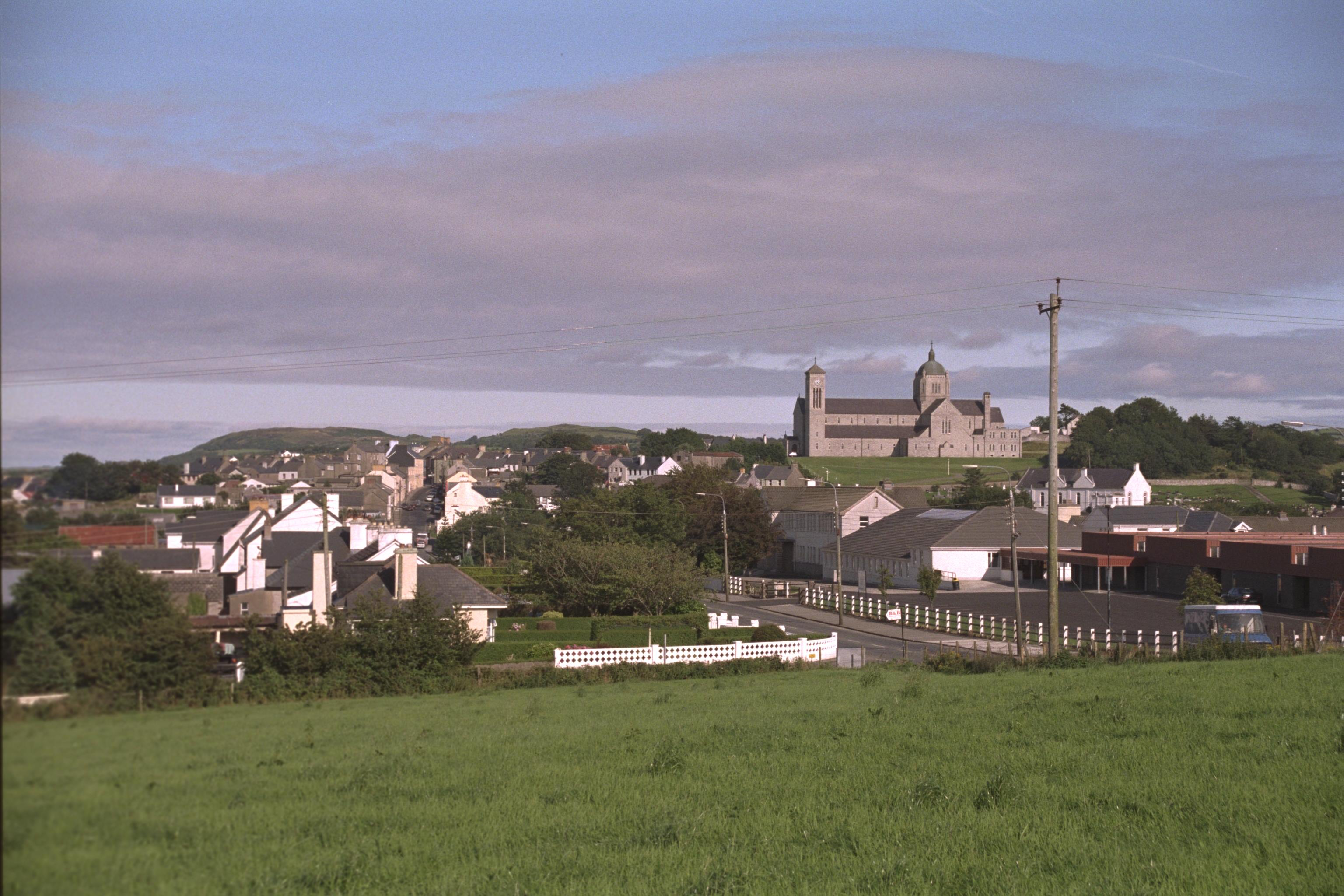
Carndonagh

Le cittadine ed i villaggi principali di Inishowen sono:
- Ballyliffin
- Buncrana
- Bridgend
- Burnfoot
- Burt
- Carndonagh
- Clonmany
- Culdaff
- Fahan
- Glengad
- Gleneely
- Greencastle
- Killea
- Malin
- Malin Head
- Moville
- Muff
- Newtowncunningham
- Redcastle
- Quigley's Point